# Federativna Država Novorusija
Federativna Država Novorusija ili kraće - Novorusija međunarodno je nepriznata država. Čine je dvije republike bez međunarodnog priznanja. To su Donjecka Narodna Republika i Luganska Narodna Republika. Država se ponekad i naziva Unija Narodnih Republika. Novoruska stranka potvrdila je na svom prvom kongresu 22. svibnja 2014. stvaranje Novorusije. Ime je dobila prema staroj pokrajini koje je nosila u doba Ruskog Carstva. U Novorusiji se govori i ruski i ukrajinski. Novorusija se zalaže za ujedinjenje ukrajinskih prostora s većinskim ruskim stanovništvom s Rusijom ili za njihovo izdvajanje.
Ovu paradržava nema nikakvo međunarodno priznanje, ali Ruska Federacija dopušta stanovnicima tog područja da uđu u Rusiju s putovnicama izdanima na tom području, na kojima se kao izdavatelj ne navodi Ukrajina, nego Donjecka Narodna Republika i sl.